# Musikhistorische Sammlung Jehle
De Musikhistorische Sammlung Jehle is een muziekcollectie en museum in het slot van Lautlingen in de Duitse deelstaat Baden-Württemberg. Verdeeld over drie verdiepingen worden muziekinstrumenten, een nagebouwde muziekinstrumentenwerkplaats en documenten getoond. De collectie is afkomstig van Martin Friedrich Jehle (1914-1982) en werd gedurende drie generaties bij elkaar gebracht.

## Geschiedenis
De collectie bestaat uit een verzameling die door drie generaties is opgebouwd:
- Friedrich Martin Jehle (1844-1941), theologisch auteur, dichter en componist;
- Johannes Jehle (1881-1935), orgelbouwer, componist, koorleider en muziekuitgever;
- Martin Friedrich Jehle (1914-1982), pianobouwer, verzamelaar en schrijver van vakliteratuur.

De laatste telg stelde de collectie voor het eerst in 1948 tentoon. Vanaf 1964 was deze permanent te zien op de bovenste verdieping van het raadhuis in zijn geboorteplaats Ebingen. In 1970 verkocht hij de verzameling aan de stad, al bleef hij de collectie de rest van zijn leven onderhouden. Hierna volgde nog een renovatie van het slot in Lautlingen, waar het sinds 1978 permanent tentoongesteld wordt.
De concerten die Friedrich Jehle in het slot organiseerde, worden daar na zijn dood ook nog gehouden. Sinds 1982 wordt het wetenschappelijke deel van het museum onderhouden door diens kleinzoon, dr. Volker Jehle.

## Collectie
Een groot deel van de collectie bestaat uit toetsinstrumenten, en verder zijn er nog blaas-, tokkel-, strijk- en slaginstrumenten te zien en enkele mechanische muziekinstrumenten.
De muziekinstrumenten dateren uit de 16e tot en met 19e eeuw. Er staat onder meer een klavechord uit de tijd van Johann Sebastian Bach. Ook zijn er hamerpiano's en -vleugels te zien van bouwers als Dieudonné, Erard, Hayer, Klinckerfuß en Stein, en staan er Lyra- en kastvleugels, en tafelpiano's.
Er is een ruimte ingericht als historische werkplaats voor piano- en vioolbouw, inclusief het gereedschap dat ervoor nodig is. Verder is er een verzameling schilderijen, etsen, foto's, koraal- en zangboeken, bladmuziek, zeldzame eerste uitgaves en handschriften op perkament zien. Deze documenten dateren eveneens uit de 16e tot en met 19e eeuw. Er is muziekliteratuur aanwezig over onder meer instrumentenbouw en muziekgeschiedenis, en er zijn catalogussen, postkaarten, posters, muziekdragers en andere documenten te zien.